# Kamal Miller
Kamal Anthony Miller (* 16. Mai 1997 in Scarborough, Ontario) ist ein kanadisch-jamaikanischer Fußballspieler.

## Karriere

### Verein
In seiner Jugend spielte Miller beim Malvern SC sowie Vaughan Azzurri. Danach besuchte er die Syracuse University und spielte hier für die Universitätsmannschaft. In den Sommern 2016 sowie 2017 spielte er leihweise bei K-W United. Im Jahr danach ging dies nicht, weil das Franchise mittlerweile aufgelöst worden war. Also verbrachte er die Sommermonate 2018 in den USA beim Reading United AC.
Zur Saison 2019 wurde er vom Orlando City gedraftet. Hier kam er auch schon von Anfang an zum Einsatz, saß gerade in der ersten Saisonhälfte aber noch oft auf der Bank. In der folgenden Spielzeit sowie den Play-offs kam er nur noch hin und wieder zum Einsatz. So wurde sein Vertrag in Orlando über die folgende Saison hinaus nicht verlängert. Im Vorfeld der Saison 2021 wurde er über den Expansion Draft vom Austin FC auserwählt. Von diesem wurde er aber direkt an CF Montreal weiterverkauft, von denen das Franchise auch einen First-Round-Pick im SuperDraft 2021 erhielt.
Im April 2023 tauschte Inter Miami seine Spieler Bryce Duke und Ariel Lassiter gegen Miller, wobei Montreal noch eine Weiterverkaufsklausel bekam. Bei Miami spielte er durchgehend Stamm. Am 4. Juni 2023 bekam er aufgrund einer Notbremse in der 7. Minute der Partie gegen D.C. United jedoch eine rote Karte und verpasste somit das nächste Spiel und wurde auch für die nächsten vier weiteren Partien nicht berücksichtigt. Anschließend stand er wieder in jeder Partie über die volle Spielzeit auf dem Platz. Im Oktober 2023 verlängerte er seinen Vertrag bis 2026.
Zur Saison 2024 sicherte sich das Franchise Portland Timbers seine Rechte. Miller gab später selbst an, dass sein Wechsel auch mit der Entlassung von Phil Neville zu tun hatte, unter welchem er weiter spielen wollte und somit zu seinem neuen Franchise ging.

### Nationalmannschaft
Seinen ersten bekannten Einsatz in der kanadischen A-Nationalmannschaft hatte Miller am 23. Juni 2019 bei einem 7:0-Sieg über Kuba in der Gruppenphase des Gold Cup 2019. Hier wurde er zur 61. Minute für Doneil Henry eingewechselt. Dies blieb sein einziger Einsatz bei dem Turnier. Anschließend kam er noch in zwei weiteren Nations-League-Partien zum Einsatz.
Nach zwei Freundschaftsspielen im Jahr 2020 kam er ab März 2021 auch in der Qualifikation für die Weltmeisterschaft 2022 zum Einsatz. Im Sommer des Jahres war er mit seiner Mannschaft beim Gold Cup 2021 und erreichte dort das Halbfinale. Nach zahlreichen weiteren Qualifikationsspielen wurde er auch Teil des finalen Turnierkaders bei der Weltmeisterschaft 2022.